# Xylotrechus variicollis
Xylotrechus variicollis är en skalbaggsart som först beskrevs av Leon Fairmaire 1883.  Xylotrechus variicollis ingår i släktet Xylotrechus och familjen långhorningar. Inga underarter finns listade i Catalogue of Life.